# Rue des Gestes
La rue des Gestes (en occitan : carrièra dels Gestes) est une voie de Toulouse, chef-lieu de la région Occitanie, dans le Midi de la France.

## Situation et accès

### Description
La rue des Gestes est une voie publique. Elle se situe au cœur du quartier du Capitole.
Longue de 121 mètres, elle suit un parcours tortueux, globalement orienté d'ouest en est, qui permet de relier la rue Léon-Gambetta, au carrefour de la rue Sainte-Ursule, à la rue Saint-Rome.
La rue appartient à une aire piétonne. La chaussée compte une seule voie de circulation automobile à double-sens, mais accessible depuis la rue Léon-Gambetta seulement. Elle est réservée à la desserte locale et la vitesse y est limitée à 6 km/h. Il n'existe pas d'aménagement cyclable.

### Voies rencontrées
La rue des Gestes rencontre les voies suivantes, dans l'ordre des numéros croissants (« g » indique que la rue se situe à gauche, « d » à droite) :
1. Rue Léon-Gambetta (g)
2. Rue Sainte-Ursule (d)
3. Rue Saint-Rome

## Odonymie
Dès le commencement du XIVe siècle et jusqu'à la fin du XVIe siècle, la rue a porté le nom de rue des Pujols, du nom d'un de ses habitants qui appartenait à la famille Pujol (carriera dels Pujols en occitan médiéval, carraria Puiollorum ou de Pujolibus en latin médiéval),. Le nom de rue des Gestes apparut dans la première moitié du XVIIe siècle et il lui venait de la famille du capitoul Jean de Gestes, qu'on trouve au nombre des propriétaires de ce quartier dans la deuxième moitié du XVIe siècle (emplacement de l'actuel no 9). Il possédait par ailleurs plusieurs maisons qui donnaient sur la rue Saint-Rome (emplacement des actuels no 23 et 25). En 1794, pendant la Révolution française, la rue fut renommée rue l'Équité, mais ce nom ne subsista pas,.

## Patrimoine et lieux d'intérêt

### Librairie Ombres blanches
- no  5 : immeuble.
L'immeuble est construit dans la deuxième moitié du XIXe siècle, suivant le nouvel alignement de la rue, dans le style néo-classique en vogue à cette époque. Depuis 1975, il est occupé par la librairie Ombres blanches, qui possède depuis 2000 une autre entrée sur cette rue (actuel no 9)[5].

- no  9 : immeuble.
L'immeuble, construit au XVIIe siècle, se compose de plusieurs corps de bâtiment. Il développe sur la rue des Gestes une longue façade de neuf travées. La porte cochère est typique de l'architecture classique : en brique et pierre alternées, elle est voûtée en anse de panier et surmontée d'une large corniche. Depuis 2000, il est en partie occupé par la librairie Ombres blanches[6].

### Immeubles et maisons
- no  8 : maison en corondage.
La maison est construite en pan de bois, mais il est masqué par l'enduit. À l'étage, les fenêtres ont un chambranle en bois mouluré à crossettes[7].

- no  11 : immeuble. 
L'immeuble, construit en plusieurs campagnes entre les XVIe et XVIIe siècles, se dresse à l'angle de la rue Saint-Rome. En 1548, Auger Ferrier, docteur régent de la faculté de médecine et proche de la reine Catherine de Médicis, achète un immeuble qui avait été en partie détruit par l'incendie de 1523. C'est probablement vers 1553 qu'il le fait remanier et élever une nouvelle façade de style Renaissance sur le côté sud de la cour. Après sa mort, en 1588, l'immeuble passe à son fils, Antoine Ferrier, conseiller au présidial en 1574, puis conseiller au parlement en 1595, qui le vend en 1598 à François Sanchez, docteur régent de la faculté de médecine. En 1623, à la mort de François Sanchez, l'immeuble passe à sa fille cadette, Marguerite, qui avait épousé en 1617 Pierre Cambon, général des Monnaies en Languedoc. C'est à peu près à cette époque qu'est élevée la nouvelle façade sur la rue Saint-Rome. L'immeuble reste ensuite dans la famille Cambon, puis par alliance dans la famille La Forcade. En 1766, Laurent de La Forcade le vend à Jean-Joseph Douladoure, imprimeur, qui fait édifier un nouveau corps entre les deux corps de bâtiment plus anciens[8].

- no  14 : immeuble. 
L'immeuble se compose de plusieurs corps de bâtiment élevés entre le milieu du XVIe et le XVIIIe siècle. Il développe sur la rue des Gestes une façade symétrique de style classique, longue de cinq travées. La porte cochère est centrale, voûtée en berceau. Dans la cour intérieure subsiste un bâtiment de style Renaissance, construit vers 1540 pour le marchand Arnaud Gestes. Il est percé d'une porte et de deux fenêtres, de tailles inégales, mais à la décoration semblable, mises en valeur par un large chambranle et une corniche en pierre. La porte ouvre sur une pièce voûtée d'une croisée d'ogives. Les quatre culots qui soutiennent la retombée des voûtes sont ornés d'un motif de coquille. Au 1er étage, une pièce possède un plafond à la française peint de motifs végétaux et de faunes dansant, daté de la fin du XVIe siècle ou du début du siècle suivant[9],[10].

## Personnalités
- Jean-Florent Baour (1724-1774) : imprimeur-libraire originaire de Pamiers, il s'installe à Toulouse entre 1764 et 1765. Il avait son imprimerie et sa librairie entre la rue Saint-Rome (actuels no 41, 27 et 32) et la rue des Gestes (emplacement de l'actuel no 5). Il est le père du poète Pierre Baour-Lormian.

- Jean-Joseph Douladoure (1721-1785) : fils de l'imprimeur-libraire Joseph Douladoure, auquel il succède en 1758.

- Auger Ferrier (1513-1598).
- François Sanchez (1550-1623).